# Cieszonko (Sianowo)
Cieszonko (kaszb.Cészonko) – część wsi Sianowo w Polsce, położona w województwie pomorskim, w powiecie kartuskim, w gminie Kartuzy, nad zachodnim brzegiem jeziora Sianowskiego. Wchodzi w skład sołectwa Sianowo.
Wieś królewska w starostwie mirachowskim w województwie pomorskim w II połowie XVI wieku. W latach 1975–1998 Cieszonko administracyjnie należało do województwa gdańskiego.